# Kaouther Ben Hania
Pour les articles homonymes, voir Hania, Henia et Benhenia.
Kaouther Ben Hania, également orthographié Kaouther Ben Henia et Kaouther Benhenia (arabe : كوثر بن هنية), née le 27 août 1977 à Sidi Bouzid, est une réalisatrice et scénariste tunisienne.
Ses films sont primés dans plusieurs festivals, dont le Festival international du film de femmes de Salé 2014, le Festival international du film francophone de Namur 2014, et les Journées cinématographiques de Carthage 2016. Ils sont également sélectionnés pour la Mostra de Venise 2013, et le Festival de Cannes dans la catégorie Un certain regard en 2017 et pour la Palme d'or en 2023, ou encore pour les Oscars 2021.

## Biographie
Elle étudie de 2002 à 2004 à l’École des arts et du cinéma de Tunis. Elle réalise durant cette formation plusieurs courts métrages, dont l'un, La Brèche, est remarqué. En 2003, elle participe également à un atelier d'écriture de long métrage financé par Euromed. En 2004, elle prolonge sa formation à La Fémis, tout d'abord dans le cadre de l'université d'été puis en 2004-2005.
En 2006, elle réalise un autre court métrage, Moi, ma sœur et la chose, inspiré de la nouvelle Le Jeune homme, l'enfant et la question de Mohsen Ben Hania. Elle travaille ensuite pour Al Jazeera Documentary Channel (en), jusqu'en 2007.
Puis elle réalise plusieurs longs métrages, distingués dans divers festivals, en même temps qu'elle reprend des études, en 2007-2008, à l'université Sorbonne-Nouvelle. Le premier de ces trois longs métrages est Le Challat de Tunis, sorti en 2014, une satire sociale au ton ironique, tout en abordant comme les œuvres suivantes les rapports entre femmes et hommes. En 2017, son long métrage La Belle et la Meute est sélectionné dans la catégorie Un certain regard au Festival de Cannes 2017, et est ovationné lors de la projection,,. En 2018, La Belle et la Meute est nommé pour le prix Lumière du meilleur film francophone. En 2018, ce même film est sélectionné par le Centre national du cinéma et de l'image comme proposition pour représenter la Tunisie lors des Oscars 2019 dans la catégorie du meilleur film étranger ; il n'est toutefois pas retenu parmi les nominations. Le film L'Homme qui a vendu sa peau l'est en 2021, ce qui en fait le premier film tunisien sélectionné aux Oscars.
En 2023, son nouveau film, Les Filles d'Olfa, est sélectionné en compétition officielle au Festival de Cannes. Il remporte le César du meilleur film documentaire lors de la cérémonie de 2024.

## Filmographie

### Comme réalisatrice

#### Courts métrages
- 2001 : Un film narcissique de K[9]
- 2002 : La Fenêtre[9]
- 2003 : Panoramique sur le monde[9]
- 2004 : La Brèche (14 minutes, film d'école)[10]
- 2006 : Moi, ma sœur et la chose (14 minutes)[11]
- 2013 : Peau de colle[1]
- 2018 : Les Pastèques du cheikh
- 2021: I and The Stupid Boy (14 minutes, 22ème de la série Women's Tales)[12]

#### Longs métrages
- 2010 : Les imams vont à l'école (documentaire ; 75 minutes)[13],[1]
- 2014 : Le Challat de Tunis[14],[15],[16] (documentaire)
- 2016 : Zaineb n'aime pas la neige[17] (documentaire)
- 2017 : La Belle et la Meute (Aala Kaf Ifrit)[2],[3],[4]
- 2020 : L'Homme qui a vendu sa peau
- 2023 : Les Filles d'Olfa (documentaire)
- 2025 : La Voix de Hind Rajab (en)

### Comme actrice
- 2014 : Le Challat de Tunis

## Distinctions

### Décoration
- Chevalier de l'Ordre national du Mérite (Tunisie, 2016)[18].

### Récompenses
- Rencontres films femmes Méditerranée de Marseille 2013 : Prix du public pour Peau de colle[1]
- Festival international du film francophone de Namur 2014 : Bayard d'or de la meilleure première œuvre (prix Émile Cantillo) pour Le Challat de Tunis
- Festival international du film de femmes de Salé 2014 : Mention spéciale pour Le Challat de Tunis
- Journées cinématographiques de Carthage 2016 : Tanit d'or pour Zaineb n'aime pas la neige[17]
- Festival de Cannes 2017 : Prix de la meilleure création sonore (initié par La Semaine du son et décerné pour la première fois) dans la sélection Un certain regard pour La Belle et la Meute[19]
- Festival du cinéma méditerranéen de Bruxelles 2017 : Prix spécial du jury pour La Belle et la Meute[20]
- Festival international du film de Stockholm 2020 : meilleur scénario pour L'Homme qui a vendu sa peau[21]
- Festival de Cannes 2023 : prix de la Citoyenneté, L'Œil d'or (ex aequo) et prix du Cinéma positif pour Les Filles d'Olfa[22]
- Césars 2024 : Meilleur documentaire pour Les Filles d'Olfa[23]

### Nominations et sélections
- Festival de Cannes 2017 : en compétition dans la sélection Un certain regard pour La Belle et la Meute
- Prix Lumières 2018 : meilleur film francophone pour La Belle et la Meute
- Oscars 2019 : présélection pour représenter la Tunisie pour le meilleur film en langue étrangère pour La Belle et la Meute
- Oscars 2021 : sélection pour représenter la Tunisie pour le meilleur film en langue étrangère pour L'Homme qui a vendu sa peau
- Magritte 2022 : meilleur film étranger en coproduction pour L'Homme qui a vendu sa peau
- Festival de Cannes 2023 : sélection officielle, en compétition pour la Palme d'or pour Les Filles d'Olfa[8]